# Ediciones Mayi
Ediciones Mayi es una pequeña editorial gaditana principalmente dedicada a la publicación de obras relacionadas con la ciudad de Cádiz. Es propiedad de la empresaria Ana María Mayi.

## Orígenes
Ana María Mayi llevaba trabajando en las oficinas de la Imprenta Jiménez Mena desde los años 80, por lo que conocía muy de cerca el proceso de edición y creación de los libros, que eran una de sus pasiones. Otra de sus pasiones era viajar, por lo que decidió unir ambas en un pequeño proyecto editorial que vio la luz a comienzos del año 2006. A mediados de año apareció su primera publicación, Cádiz: Guía Turística.

## Línea editorial
La editorial se ha centrado principalmente en los temas gaditanos, aunque también ha probado suerte con el cómic.

### Guías turísticas
Tras el lanzamiento de Cádiz: Guía Turística no tardó en aparecer una nueva edición, esta vez en inglés, Cádiz Touristic Guide, centrada en el turista anglosajón. Una tercera guía, con la mitad de páginas pero mucho más económica, apareció unos meses después, Qué ver en Cádiz de la A a la Z. Una cuarta guía en alemán fue anunciada, pero no llegó a aparecer.

### Cómic
Otro de los proyectos originarios de la editorial era una línea de cómics producida por artistas españoles. Sin embargo solo se ha publicado un título, Don Juan Tenorio y Halloween, del guionista José Joaquín Rodríguez y el dibujante Jesús Méndez. El título es una puesta al día del mito de Don Juan Tenorio y una recopilación de los orígenes de Halloween, habiendo recibido buenas críticas por parte de la revista especializada Tebeosfera.

### Historia y cultura de Cádiz
Tras varios años colaborando en la radio, el escritor Julio Molina Font decidió convertir su programa sobre anécdotas y curiosidades gaditanas en un libro. A finales del año 2008 Ediciones Mayi publicaba La historia pequeña de Cádiz, que gozó de un inmediato éxito y ha conocido sucesivas reediciones.
A finales de 2009 apareció la esperada continuación, Más sobre la historia pequeña de Cádiz,que ha disfrutado desde su aparición de un éxito similar al anterior, logrando competir en la ciudad de Cádiz en ventas con Dan Brown, José Saramago y Stieg Larsson.
También a finales de 2009 aparecieron otros dos libros dedicados a la ciudad de Cádiz. El primero, Manuel de Falla y Cádiz, es una reconstrucción de los primeros años de vida del compositor Manuel de Falla en su ciudad natal, realizada por la historiadora Gema León Ravina. El segundo, Una provincia para comérsela, es un libro de cocina dedicado a la gastronomía de la provincia de Cádiz, con recetas recopiladas por María Luisa Usero.

### Otros
Ediciones Mayi ha publicado el libro Tiempo añadido. Crónicas cadistas, del columnista David Almorza Gomar, dedicado al Cádiz Club de Fútbol y a la temporada en que logró ascender a segunda división.
La editorial también coedita la revista de historia Ubi sunt?.

## Proyectos futuros
En algunas presentaciones, Ana María Mayi ha mostrado interés por publicar novelas relacionadas con la ciudad de Cádiz, aunque todavía no se ha anunciado ningún lanzamiento.